# La Lagune des désirs
Pour plus de détails, voir Fiche technique et Distribution.
La Lagune des désirs (Η Λίμνη των Πόθω (I Limni ton Pothon)) est un film grec néoréaliste réalisé par Yorgos Zervos et sorti en 1958. Ses scènes très sensuelles firent sensation à sa sortie.
Le film obtient le deuxième prix du festival de Cork. Il rencontre un relatif succès en Grèce, avec 110 194 entrées

## Synopsis
Un pêcheur misérable de la lagune de Missolonghi affronte un grand propriétaire qui cherche à contrôler toute la pêche. Il en oublie son amour pour une jeune fille de son village et lui préfère une Athénienne.

## Fiche technique
- Titre : La Lagune des désirs
- Titre original : Η Λίμνη των Πόθω (I Limni ton Pothon)
- Réalisation : Yorgos Zervos
- Scénario : Iákovos Kambanéllis et Nikos Tseroukas
- Société de production : Anzervos
- Directeur de la photographie : Jerry Kalogeratos
- Montage : Yorgos Zervos
- Direction artistique : Marinela Aravanitou
- Musique : Mános Hadjidákis
- Pays d'origine : Grèce
- Genre : néoréaliste
- Format : noir et blanc 35 mm
- Durée : 90 minutes
- Date de sortie : 1958

## Acteurs
Giórgos Foúndas, Jenny Karezi, Eleni Zafeiriou (en), Koula Agayotou (en), Christoforos Nezer (en), Sonia Zoïdou, Andreas Zissimatos